# Duomo di Pergola
L'antica Chiesa di Sant'Agostino è il duomo di Pergola, e concattedrale della diocesi di Fano-Fossombrone-Cagli-Pergola.

## Storia e descrizione
La chiesa venne costruita nel 1285 dagli agostiniani, ai quali apparteneva, e dedicata ad Agostino d'Ippona. Quando nel 1819 Pergola fu elevata al rango di Diocesi (con bolla di papa Pio VII del 13 febbraio 1819) ed immediatamente unita all'antica Diocesi di Cagli, gli abitanti pergolesi ottennero che la chiesa collegiata di Sant'Agostino fosse elevata a concattedrale (essendo quella di Cagli cattedra plena); in questa occasione l'antica chiesa fu completamente rinnovata in stile neoclassico, con contributi economici di papa Gregorio XVI: i lavori di ricostruzione, iniziati nel 1819, furono portati a termine nel 1841.
Il campanile è di stile romanico sino alla cella campanaria. L'interno è a tre navate suddivise da pilastri con un profondo presbiterio e la presenza di diversi altari lignei dorati. Al termine della navata destra si trovano la cappella Graziani e quella del Sacramento. La prima, adiacente all'ingresso per la sagrestia, prende il nome dalla famiglia del poeta pergolese Girolamo Graziani noto nel XVII secolo per la composizione del poema Il Conquisto di Granata. L'altare è sormontato dalla tela Madonna della Ghiara di Jean Boulanger, commissionata dal poeta pergolese al pittore francese durante la sua permanenza a Modena, presso la corte degli estensi. Nella stessa cappella è custodita la magnifica macchina processionale del XVIII secolo. Nella cappella del Sacramento sono invece custodite una Crocifissione del napoletano Luca Giordano e l'Ultima cena, di scuola baroccesca, copia del quadro di Federico Barocci, custodito nel duomo di Urbino. Da ammirare inoltre il reliquiario di arte gotica del XV secolo, in rame ed argento, del santo patrono San Secondo, la grandiosa opera lignea, con le statue dei Santi Protettori di Pergola che sovrasta il coro opera dell'eugubino Carlo Calandri, e le due grandi tele, sempre dedicate ai santi protettori, del pittore pergolese Giovan Francesco Ferri. Altra opera di pregio un crocifisso su tavola in passato attribuito prima alla scuola riminese, poi ad uno "pseudo Guido Palmerucci". La critica recente ha datato l'opera (250 x 240 cm), in prossimità del quinto decennio del Trecento assegnandola al pittore Mello da Gubbio. Una copia della tavola è stata posizionata sopra l'altare di papa Benedetto XVI alle celebrazioni dell'1 e 2 settembre 2007 dell'Agorà dei giovani italiani. È stato prescelto per la trasmissione della celebrazione eucaristica in diretta su Rai 1 nei giorni del 3 e 6 gennaio 2010, nell'ambito della trasmissione A Sua immagine.